# استرلا (مادرید)
استرلا (به انگلیسی: Estrella) یکی از بخش‌های (باریو) شهر مادرید است، که زیر مجموعه منطقه رتیرو، واقع در کشور اسپانیا است.